# Evripídis Bakirtzís
Evripídis Bakirtzís (en grec Ευριπίδης Μπακιρτζής), né le 16 janvier 1895 à Kozani (ou selon d'autres sources à Serrès) et mort le 9 mars 1947 à Fourni, était un officier et homme politique grec. Il fut Premier ministre de Grèce du 10 mars au 18 avril 1944, juste après la libération du pays de l’occupation nazie durant la Seconde Guerre mondiale. Son prédécesseur Ioánnis Rállis ayant collaboré avec l'occupant.